# Вон Глейсер
Вон Глейсер (англ. Vaughan Glaser), (*17 листопада 1872—†23 листопада 1958) — американський актор.

## Біографія
Вон Глейсер народився 17 листопада 1872 у Клівленді. До Першої світовой війни він був актором та менеджером театральної трупи у Джорджиї. Одним з його особистих тріумфів того часу стало залучення до акторського складу п'єси «The College Widow» відомого гравця у бейсбол Тая Кобба. 1917 року разом із кінокомпанією Sunbeam Глейсер спродюсував фільм «Десь у Джорджиї». На головну роль він знову запросив легендарного Тая.
У 1937 Глейсер повернувся на Бродвей. Вперше він з'явився там восени 1902 року. У театрі «Garden Theatre» він відіграв у трьох спектаклях. Його можна було побачити у постановках «Тітка Дженні», «Друга місіс Танкерей» та «Радість життя». У 1937 він зіграв у спектаклі «Крізь місто». Було дано лише п'ять вистав, та вже через півроку Глейсер взяв участь у п'єсі «Багато особняків» на сцені «Biltmore Theatre». Постановкою спектаклю займався Лі Страсберг. П'єса з успіхом шла від жовтня 1937 до березня 1938. Наступною роботою Вона став містер Бредлі у комедії «Що за життя». У театрі «Biltmore Theatre» вона йшла знову і знову. Загалом було дано 538 вистав. Після такого успіху студія Paramount Pictures вирішила екранізувати цю історію. Бетті Філд та Вона Глейсера запросили зіграти їхні театральні ролі на кіноекрані. Прем'єра фільму відбулася 6 жовтня 1939 року. Згодом було знято 9 частин продовження. Вон Глейсер зіграв у семи з них.
1941-го Глейсер знявся у двох фільмах Френка Капри — «Знайомтесь, Джон Доу» та «Миш'як і старі мережива».
Він також зіграв епізодичну роль у стрічці Сема Вуда «Гордість янкі», яка була номінована на 11 «Оскарів».
Альфред Хічкок запросив його на зйомки свого триллеру «Диверсант». Вон знявся у нього в ролі сліпого дядька головної героїні Прісцилли Лейн. Наступного року актор знов співпрацював з Хічкоком, зігравши епізодичну роль в його фільмі «Тінь сумніву».
1944-го Глейсер знявся у комедії-фентезі Александра Холла «Жили-були» та восьмій частині пригод Генрі Олріча. Після цього він завершив кінокар'єру.
У 1945 актор знов виступив у «Biltmore Theatre». На цей час йому було майже 73 роки.
Помер Вон Глейсер 23 листопада 1958 року. Похований на цвинтарі Pierce Brothers Valhalla Memorial Park у Північному Голлівуді.

## Вибрана фільмографія
- 1939 — Що за життя — містер Бредлі
- 1941 — Крадії зазнають поразки — Чарльз Метьюз
- 1941 — Знайомтесь, Джон Доу — гувернер Джексон
- 1941 — Пригоди Вашингтона — Бунді
- 1942 — Диверсант — Філіп Мартін
- 1942 — Мій улюблений шпигун — полковник Моффет
- 1942 — Генрі та Діззі — містер Бредлі
- 1942 — Я одружився з янголом — батько Андреас
- 1942 — Генрі Олдріч, редактор — містер Бредлі
- 1943 — Тінь сумніву — доктор Філіпс
- 1944 — Жили-були — професор Дрейпер
- 1944 — Миш'як та старі мережива — суддя Куллман